# Tallafocs de Windows

Exemple de funció de tallafocs: Bloqueig de la comunicació de programari espia/publicitat des de dins cap a fora. Permetre l'enviament de sol·licituds DNS i rebre respostes. Permetre la comunicació HTTP amb el servidor WWW. Bloqueig d'atacs des de fora als ports utilitzats per Microsoft Windows.

El Tallafocs de Windows (oficialment anomenat Microsoft Defender Firewall a la versió 2004 del Windows 10 i posteriors) és un component de tallafocs del Microsoft Windows. Es va incloure per primera vegada al Windows XP SP2 i al Windows Server 2003 SP1. Abans del llançament del Windows XP Service Pack 2, es coneixia com a "Firewall de connexió a Internet".

## Visió general
Quan Windows XP es va llançar originalment a l'octubre de 2001, incloïa un tallafocs limitat anomenat "Firewall de connexió a Internet". Estava desactivat per defecte a causa de problemes de compatibilitat amb versions anteriors, i les pantalles de configuració estaven enterrades en pantalles de configuració de xarxa que molts usuaris mai miraven. Com a resultat, rarament s'utilitzava. A mitjans de 2003, el cuc Blaster va atacar un gran nombre de màquines Windows, aprofitant-se de defectes en el servei RPC de Windows. Uns mesos més tard, el cuc Sasser va fer quelcom similar. La prevalença contínua d'aquests cucs durant el 2004 va provocar que les màquines sense pegats s'infectessin en qüestió de minuts. A causa d'aquests incidents, així com d'altres crítiques que Microsoft no estava protegint activament els clients de les amenaces, Microsoft va decidir millorar significativament tant la funcionalitat com la interfície del tallafocs integrat de Windows XP, el va canviar de nom a Firewall de Windows i el va activar per defecte des de Windows XP SP2.
Un dels tres perfils s'activa automàticament per a cada interfície de xarxa:
- Públic assumeix que la xarxa es comparteix amb el món i que és el perfil més restrictiu.
- Private assumeix que la xarxa està aïllada d'Internet i permet més connexions entrants que la pública. Una xarxa no es considera mai privada tret que un administrador local la designi com a tal.
- El perfil de domini és el menys restrictiu. Permet més connexions entrants per compartir fitxers, etc. El perfil de domini es selecciona automàticament quan es connecta a una xarxa amb un domini de confiança per a l'ordinador local.

S'inclouen funcions de registre de seguretat, que poden registrar adreces IP i altres dades relacionades amb connexions originades des de la xarxa domèstica o de l'oficina o Internet. Pot registrar tant paquets perduts com connexions reeixides. Això es pot utilitzar, per exemple, per fer un seguiment de cada vegada que un ordinador de la xarxa es connecta a un lloc web. Aquest registre de seguretat no està habilitat per defecte; l'administrador l'ha d'habilitar.
El tallafocs de Windows es pot controlar/configurar mitjançant una API orientada a objectes COM, es pot crear scripts mitjançant l'ordre netsh, mitjançant l'eina d'administració de la GUI o centralment mitjançant polítiques de grup. Totes les funcions estan disponibles independentment de com estiguin configurades.

## Versions

### Windows Neptú
A la versió no publicada de Windows Neptune, es va introduir el tallafocs. És similar al que es troba al Windows XP.

### Windows XP
El Firewall de Windows es va introduir per primera vegada com a part del Windows XP Service Pack 2. Tots els tipus de connexió de xarxa, ja sigui amb cable, sense fil, VPN o fins i tot FireWire, tenen el tallafocs habilitat per defecte, amb algunes excepcions integrades per permetre connexions des de màquines de la xarxa local. També va solucionar un problema que feia que les polítiques de tallafocs no s'haguessin d'habilitar en una connexió de xarxa fins a uns segons després de la creació de la connexió, creant així una finestra de vulnerabilitat. Es van fer diverses addicions a la política de grup, de manera que els administradors de sistemes de Windows poguessin configurar el producte Firewall de Windows a nivell de tota l'empresa. El Firewall de Windows de XP no pot bloquejar les connexions sortints; només és capaç de bloquejar les entrants.

### Windows Vista
El Windows Vista va millorar el tallafocs per abordar diversos problemes relacionats amb la flexibilitat del tallafocs del Windows en un entorn corporatiu:
- El tallafocs es basa en la plataforma de filtratge de Windows.
- Un nou complement de consola d'administració anomenat Firewall de Windows amb seguretat avançada que proporciona accés a moltes opcions avançades i permet l'administració remota. S'hi pot accedir mitjançant Inici -> Tauler de control -> Eines administratives -> Firewall de Windows amb seguretat avançada o executant "wf.msc"
- Filtratge de paquets de sortida, que reflecteix les creixents preocupacions sobre programari espia i virus que intenten "trucar a casa". Les regles de sortida es configuren mitjançant la consola d'administració. Tanmateix, no es mostren notificacions per a les connexions de sortida.
- Amb el filtre de paquets avançat, també es poden especificar regles per a les adreces IP d'origen i destinació i els intervals de ports.
- Les regles es poden configurar per als serveis mitjançant el nom del servei escollit en una llista, sense necessitat d'especificar el nom complet del fitxer de ruta.
- L'IPsec està totalment integrat, cosa que permet permetre o denegar connexions basant-se en certificats de seguretat, autenticació Kerberos, etc. També es pot requerir xifratge per a qualsevol tipus de connexió.
- Interfície millorada per gestionar perfils de tallafocs separats. Possibilitat de tenir tres perfils de tallafocs separats per quan els ordinadors s'uneixen a un domini, estan connectats a una xarxa privada o estan connectats a una xarxa pública (XP SP2 admet dos perfils: unit a un domini i estàndard). Suport per a la creació de regles per aplicar polítiques d'aïllament de servidors i dominis.

### Windows Server 2008 i Windows 7
El Windows Server 2008 conté el mateix tallafocs que el Windows Vista. El tallafocs del Windows Server 2008 R2 i del Windows 7 conté algunes millores, com ara diversos perfils actius.

### Windows 10
Els canvis en aquest component al Windows 10 són:
- El canvi de nom a Windows Defender Firewall que es va produir a l'actualització del setembre de 2017, coneguda com a Fall Creators Update (nom en clau Redstone 3).
- El servei de tallafocs (mpssvc) ja no es pot aturar.